# Trichocera lantsovi
Trichocera lantsovi är en tvåvingeart som beskrevs av Krzeminska 1996. Trichocera lantsovi ingår i släktet Trichocera och familjen vintermyggor. Inga underarter finns listade i Catalogue of Life.